# Helena Helmersson
Helena Helmersson (Skellefteå, 1973) è una manager svedese.
```
Nel 2020 è stata nominata 
CEO
 del gruppo 
H&M
[
1
]
, società svedese di abbigliamento al dettaglio
```

## Biografia
Nasce nella piccola città di Skellefteå, nel nord della Svezia, dove vive e cresce con la famiglia e le due sorelle. Nel 1997 si laurea con un master in Amministrazione aziendale internazionale presso la Umeå School of Business and Economics.

## Carriera
Nel 1997, subito dopo il master, Helena Helmersson entra a far parte del gruppo H&M come budget controller presso l'ufficio acquisti dove ricopre vari ruoli, prima di essere trasferita a Dhaka, in Bangladesh, nel 2007, per lavorare come manager di produzione. Dopo l'esperienza in Bangladesh, si sposta ad Hong Kong, dove lavora per quasi tre anni come manager di produzione per la divisione di biancheria intima.
Nel 2010, il suo interesse per la sostenibilità inizia a manifestarsi nella sua carriera professionale; infatti, torna a Stoccolma per ricoprire il ruolo di CSR manager del gruppo, con un focus sulla sostenibilità sociale e sulla supply chain.
Nel 2015 è promossa a ruolo di capo della produzione globale.
Nel settembre del 2018, si trasferisce nella sede centrale dell'azienda a Stoccolma, dove ricopre il ruolo di direttore operativo del gruppo, con responsabilità su logistica, espansione, produzione, IT e analisi.
Nel gennaio del 2020, subentra a Karl-Johan Persson (nipote del fondatore del gruppo H&M) come amministratore delegato, diventando così la prima donna, non membro della famiglia Persson, ad assumerne la guida.
Nel 2023, viene nominata co-presidente dell'organizzazione no profit The fashion pact, succedendo a François-Henri Pinault.
Recentemente, Helena Helmersson è entrata a far parte della Alliance of CEO Climate Leaders, una comunità globale di CEO con l'obiettivo di assicurare una transizione ecologica sostenibile.

## Impegno nella sostenibilità
Dal 2010, quando Helena Helmersson assume il ruolo di CSR manager, il gruppo avvia e promuove numerosi progetti di sostenibilità. Nello stesso anno, H&M lancia la sua prima Conscious collection, realizzata con materiali sostenibili, come cotone biologico e poliestere riciclato. Sempre nel 2010, il gruppo diventa il primo fashion retailer a offrire la possibilità di raccolta di vestiti usati, con l’iniziativa Garment Collecting.
Tra il 2010 e il 2011, il gruppo H&M inizia a collaborare con WWF, con l’obiettivo di rendere il settore della moda più sostenibile a livello mondiale.
Nel 2013, sempre sotto la guida di Helena Helmersson, viene introdotta una strategia aziendale dedicata al rispetto delle condizioni lavorative, che prende il nome di Fair Living Wage Strategy.
Recentemente, nell’ottobre del 2022, il gruppo ha dato vita all’iniziativa LOOP, con l’obiettivo di diventare azienda leader nel settore del riciclo tessile. Inoltre, ha partecipato alla COP28, come ambasciatore per il sostegno della decarbonizzazione della supply chain nel settore tessile.

## Riconoscimenti e onorificenze
- 2014 – "Most Powerful Woman in Business" titolo conferito dal settimanale Veckans Affärer.[19][2]
- 2015 – “The most powerful female director in Sweden” titolo conferito dal settimanale Veckans Affärer.[19]
- 2019 – “Influential Leader challenge” titolo conferito dall’AACSB International.[5][2]
- 2020 – Premio “Årets Ruter Dam 2020” conferito da Ruter Dam.[19]
- 2020 – 4º posto “Most Powerful Women International” conferito da Fortune magazine.[19]
- 2021 – Premio “WWD and FN’s 50 Most Powerful Women” conferito da WWD and Footwear Group.[19]